# 布达佩斯地铁
布达佩斯地铁（匈牙利語：Budapesti metró）位于匈牙利首都布达佩斯的地鐵系統，由四条线路组成，全长39.4公里，設有48座車站。4号线于2014年投入使用。
布达佩斯地铁始建于1896年，是為慶祝匈牙利建国1000年而完成的重大工程之一，是全世界历史仅次于伦敦地铁的地铁系统。1號線在2002年連帶沿線的安德拉什大街被宣告為世界遗产，是世界上唯一獲得此地位的地鐵路線。

## 歷史

### 地下鐵路建造
1893年布達佩斯電力電車公司 (BVVV)與布達佩斯馬拉電車公司 (BKVT)計畫鋪設安德拉什大街的有軌電車軌道，但申請被市政府以影響城市景觀拒絕。BVVV於是提交由西門子製造、BVVV與BKVT營運的安德拉什大街地下鐵路計畫，恰逢市政府正在籌備1896年布達佩斯千禧年展覽的交通，這是為了慶祝马扎尔人遷入潘諾尼亞平原1000年而舉辦的盛大展覽。計畫的審核非常順利，僅5個月就通過審批。
這條鐵路當時被稱為地下鐵路 ，即今日的布达佩斯地铁1号线，從弗洛斯馬提廣場站到塞切尼浴場站，工程由西門子公司負責，於1894年12月動工，1896年5月2日便完工通車，成為世界第二個、歐陸第一個地鐵系統。開通時全長3.7公里，設有11座車站，列車由德國製造商製造，西門子提供電氣設備，由於下方有下水道，限制地鐵隧道的高度，同時電力方面採用架空線供電，最初供電電壓僅350伏特。

### 1號線的發展
布達佩斯地鐵開通後客流發展良好，甚至為此降低票價。然而一戰發生導致財務困難和人力短缺，無法更換新列車，並為了解決人力問題聘僱女性工人。1923年布達佩斯的公共交通營運商改制為布達佩斯首都運輸公司，該公司為地鐵製定了雄心勃勃的目標，包括：翻新軌道、配置更強大的發動機和更新車門。此外，驅動電壓從350伏特增加到布達佩斯電車使用的550伏特電壓。

### 路網擴張
1號線開通之後，出現許多新路線的計畫，然而直到二戰結束，這些新路線的計畫都未能實現。1947年路網擴張計畫確定，計畫建造一條東西向與一條南北向的路線，東西向路線，也就是布達佩斯地鐵2號線的第一階段建設於1950年開始，然而1953年匈牙利經濟形勢急轉直下，工程不得不於1954年停止。1963年工程重新開始，同時改變原計畫，在東側延伸2站，2號線的建設嚴格按照蘇聯模式，建在深達 60 米的地下， 1970年4月2日時隔70餘年後，布達佩斯開通第2條地鐵路線，1972年12月22日，東側延伸完工通車，長10.3公里，設有11座車站的2號線全線完工。
2號線通車之後，南北向的3號線隨即動工，3號線建於佩斯一側，南段路線先行施工，起點戴阿克·费伦茨广场站當時已是1、2號線的轉乘站，由於1號線深度僅數米，而2號線深達60米，因此3號線的站台設於兩線之間。由於電車和公交車超載，城市南北兩區也急需地鐵連接，地鐵建設穩步推進，1976年南段第一階段完工，1980年南段延伸至小佩斯採石場站，1981年北段首段通車，途經布达佩斯西站，至此地鐵連接起布達佩斯3個重要的車站--東站、南站和西站。然而之後由於財政困難，北段直到1990年才延伸至新佩斯中央站，由於經費拮据，本站只設置了一座側式月台，設計上使用了大量便宜的鋁板代替石材。

### 路線翻新

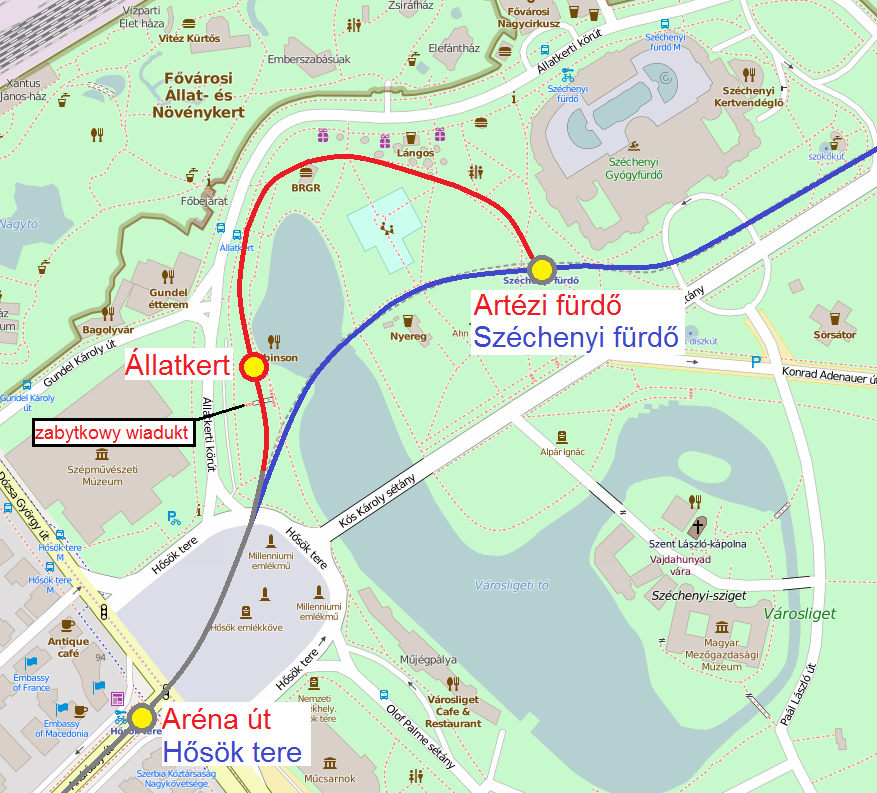
1號線翻新示意圖，紅線為舊的地面路線。

2、3號線施工的同時，運行70餘年的1號線也進行翻新，翻新工程於1973年完工，除了設備、技術、車輛翻新外，並將1號線全線地下化，原有的2坐地上站中，動物園站關閉，塞切尼浴場站地下化，還延伸一站至墨西哥大街站。
除了1號線之外，2號線也在2004至2007年進行翻新，3號線则是在2017至2023年进行了翻新，並於2023年5月22日完成翻新工程。

### 4號線
4號線在1972年即開始規劃，原計畫1978年動工，但在1978年被叫停，因為政府決定優先施作3號線和其延伸。2004年4號線終於動工，並在2014年開通第一階段，長7.4公里設置10座車站。然而4號線遭到許多批評，首先是多達17次的延遲開通，早在1998年市政府便宣布2003年將開通，但直到2003年卻尚未動工，開通時間延至2008年，直到2014年，一條僅7.4公里的路段在經過10年建設終於通車，建設被批評為緩慢和無能，批評者將持續的延誤視為政府腐敗的證據。
此外路線本身也受到許多批評，許多人認為該線原本就有公交車和有軌電車服務，不需要再闢建地鐵，在7.4公里的路段中設置多達10座車站，平均站間距僅有0.8公里，停站過多旅行時間甚至比不上公交車快線。另外第2段的建設目前遙遙無期，許多人批評4號線將是一項重大的浪費，尤其4號線的建設、營運成本數倍於2、3號線總和，卻無法帶來預期效益，人們認為這筆資金應該投入进其他线路的翻新，或2號線與布達佩斯城鐵8號線的直通運轉。

## 路線

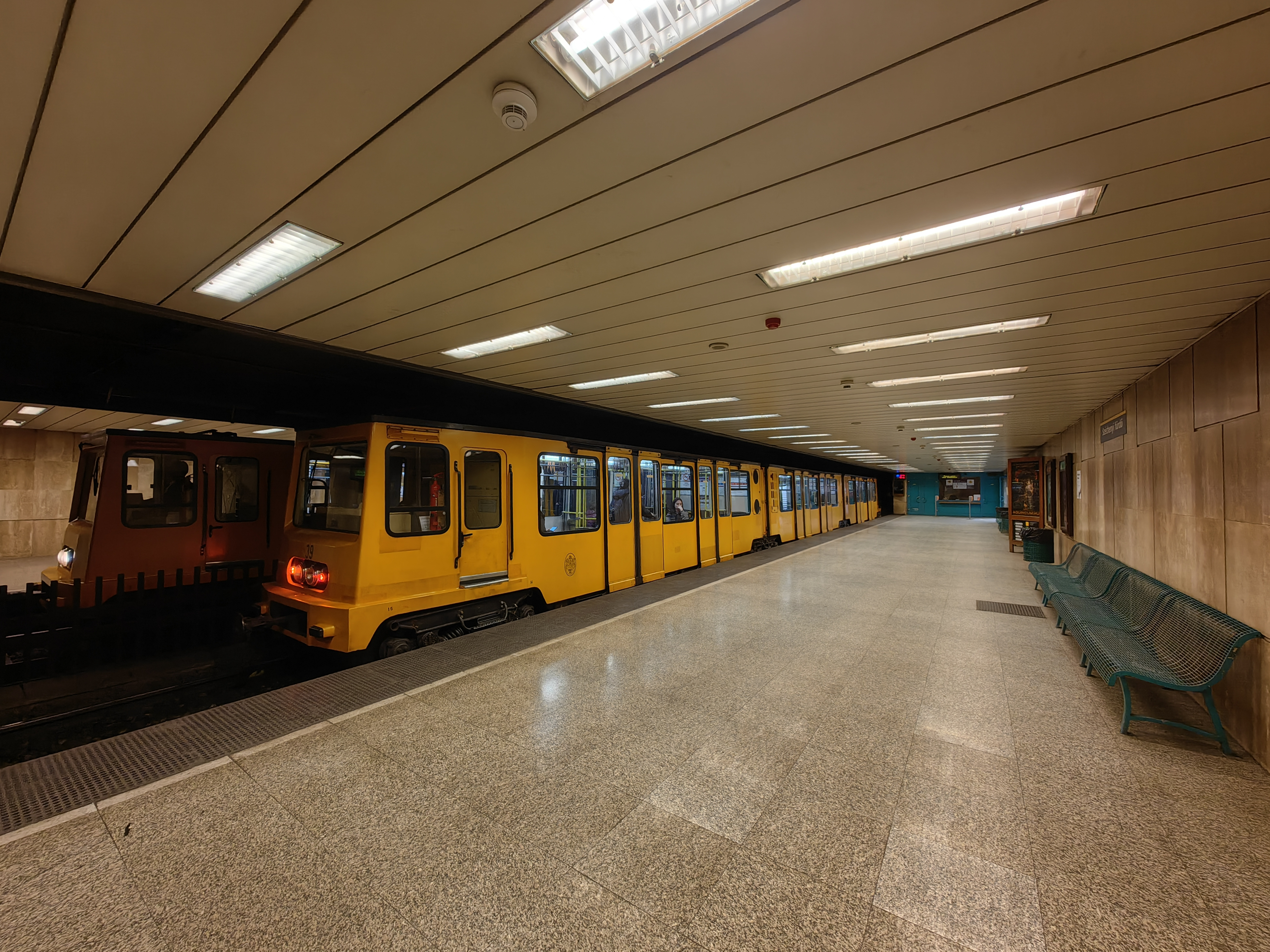
布达佩斯地铁站（1号线）
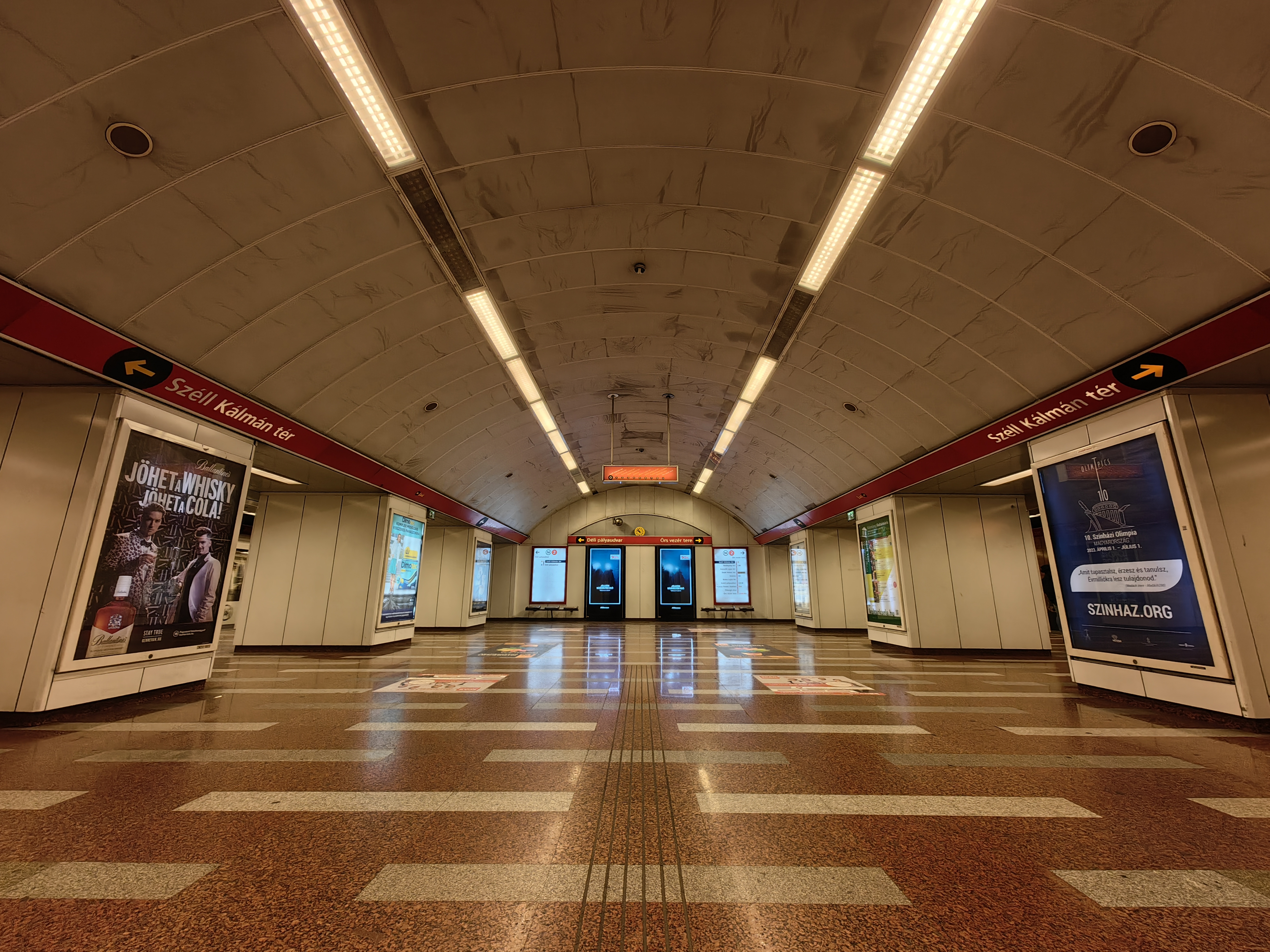
布达佩斯地铁站（2号线）
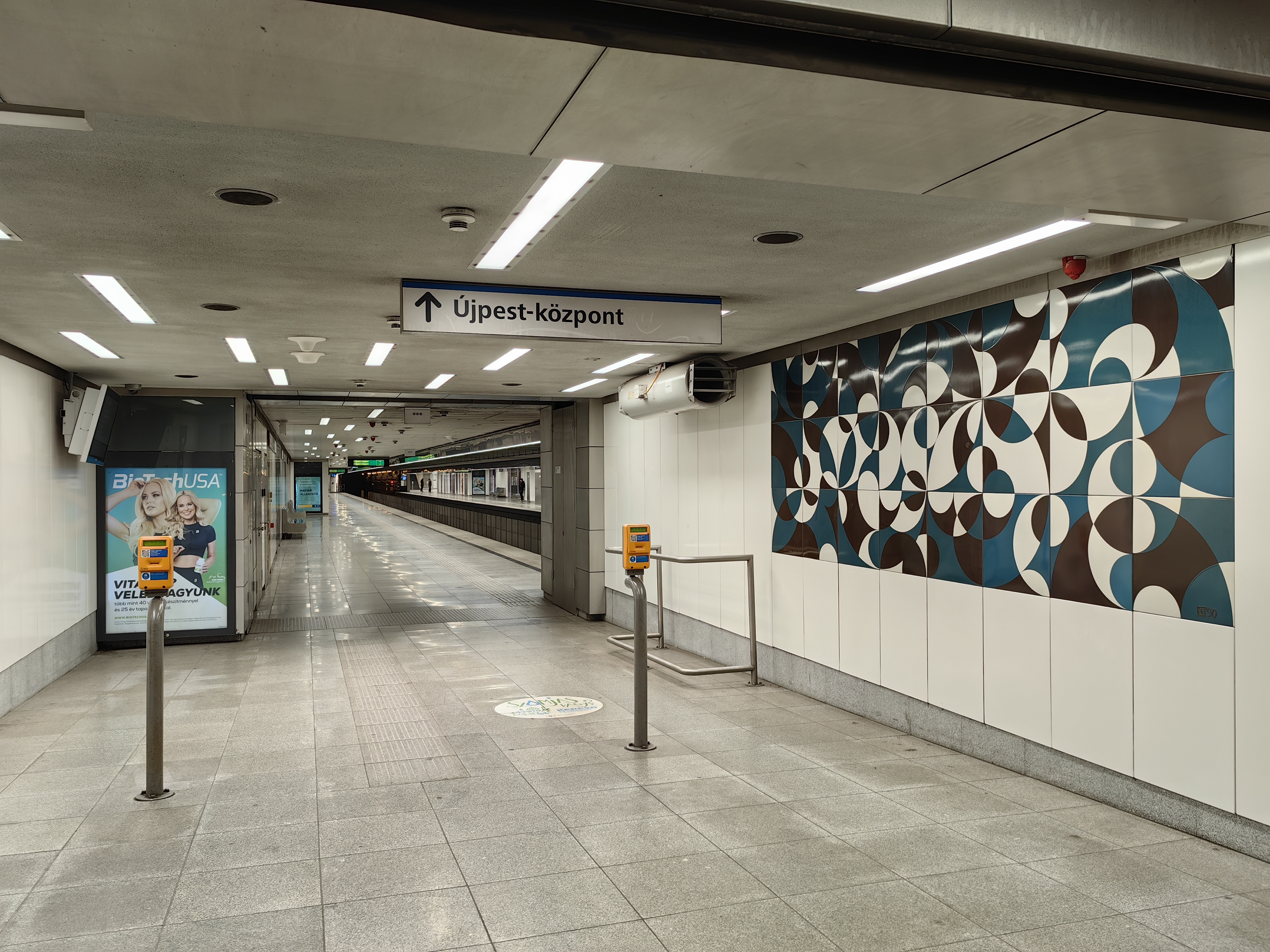
布达佩斯地铁站（3号线）
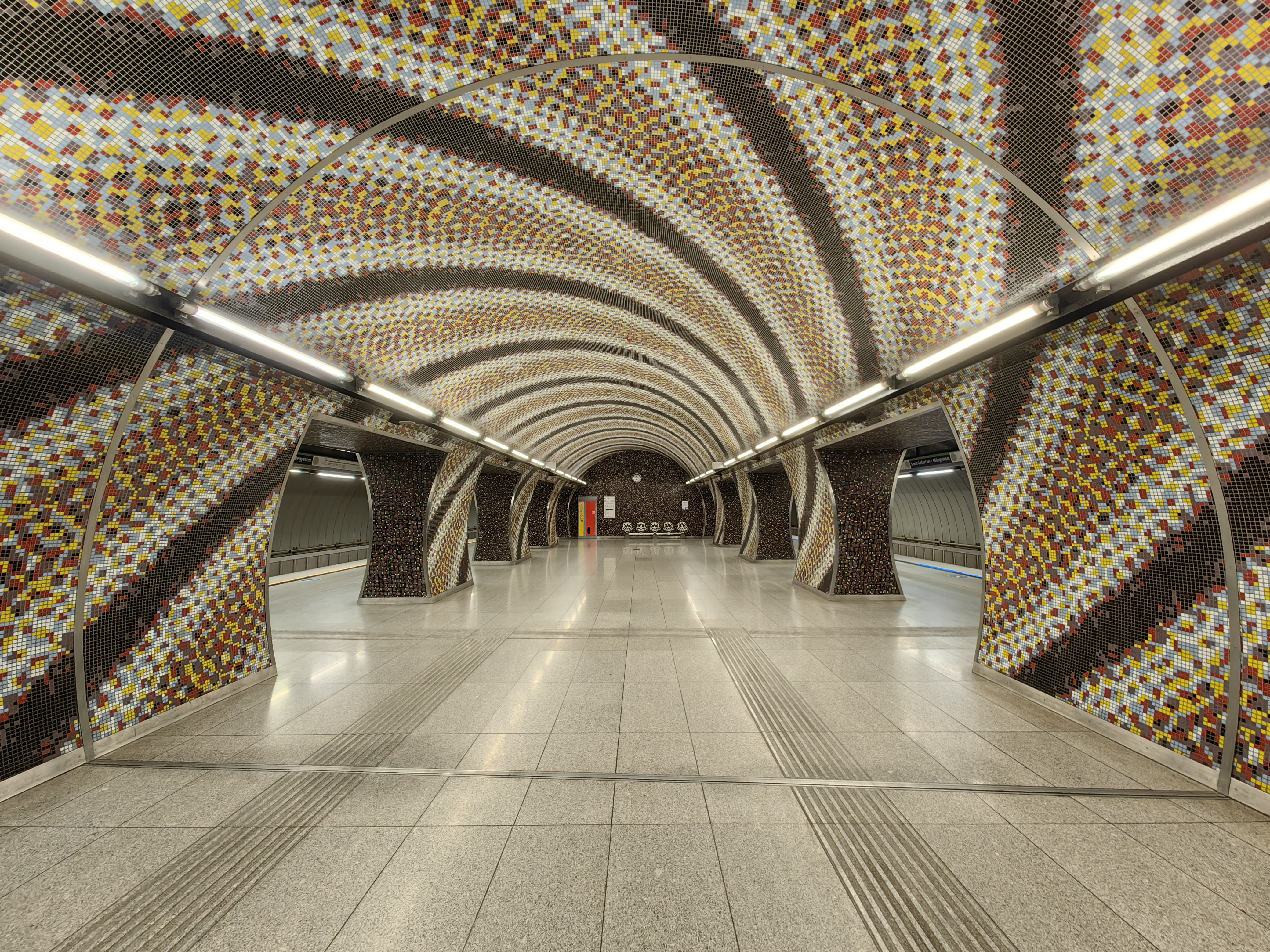
布达佩斯地铁站（4号线）

| 路线编号 | 起始站                      | 开通日期 | 长度 (km) | 車站数 |
| -------- | --------------------------- | -------- | --------- | ------ |
| 1号线    | 弗洛斯馬提廣場↔墨西哥大街   | 1896     | 4.4       | 11     |
| 2號線    | 布達佩斯南站↔厄爾斯廣場     | 1970     | 10.3      | 11     |
| 3號線    | 新佩斯中央↔小佩斯採石場     | 1976     | 17.3      | 20     |
| 4號線    | 克倫費爾德車站↔布达佩斯东站 | 2014     | 7.4       | 10     |

## 列車
布達佩斯地鐵列車分為兩大類：1號線列車和後來的2、3和4號線列車。前者通過架空電纜提供 600 伏特的電壓，而其他三條線路則使用第三軌供應 825 伏特直流電壓。供電方面之外，兩種車輛為不同尺寸。此外塗裝方面，2、3和4號線車廂被漆成白色，而1號線上使用的小型列車則是黃色。

### 1號線列車

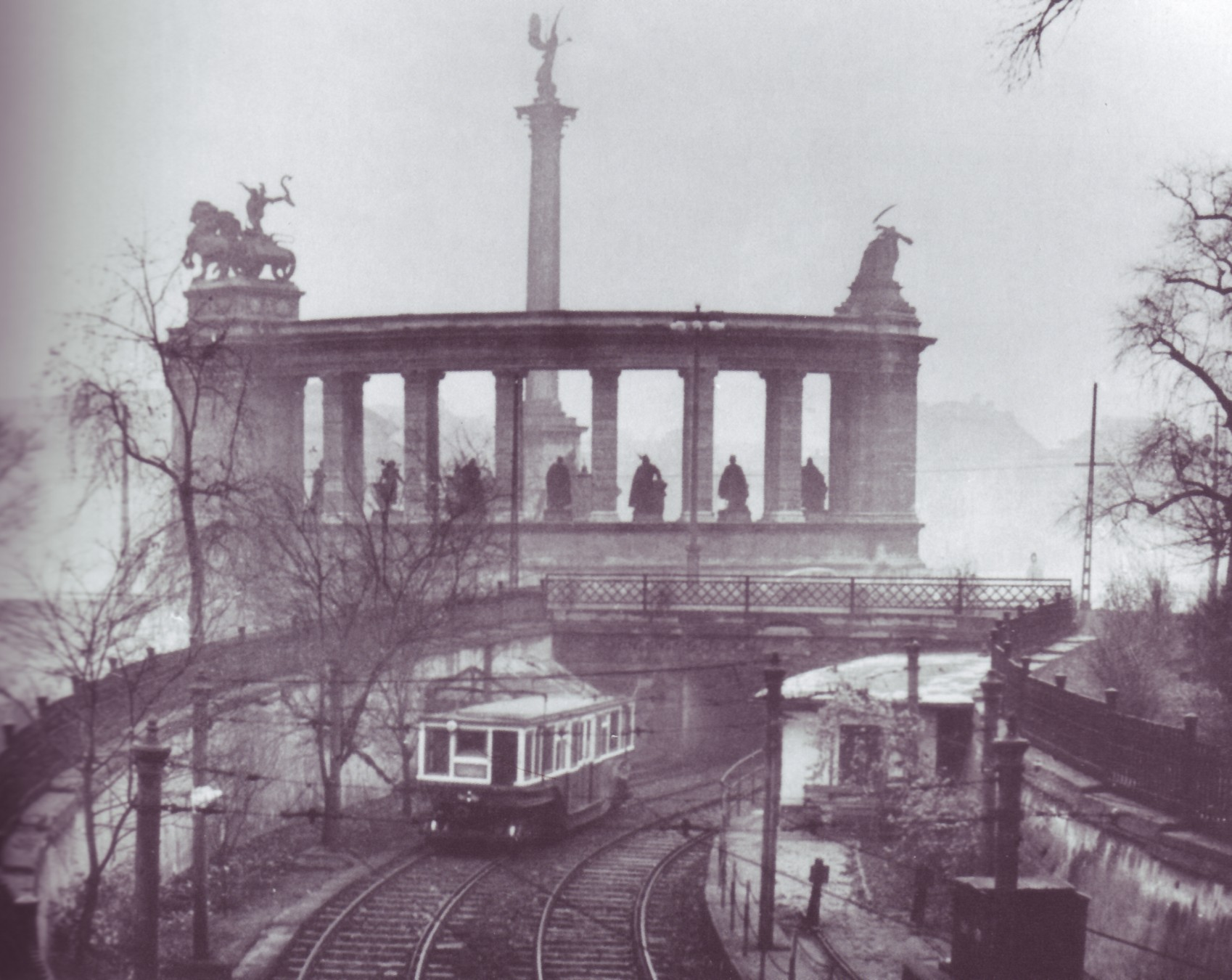
1912年時的1號線列車，單節編組。
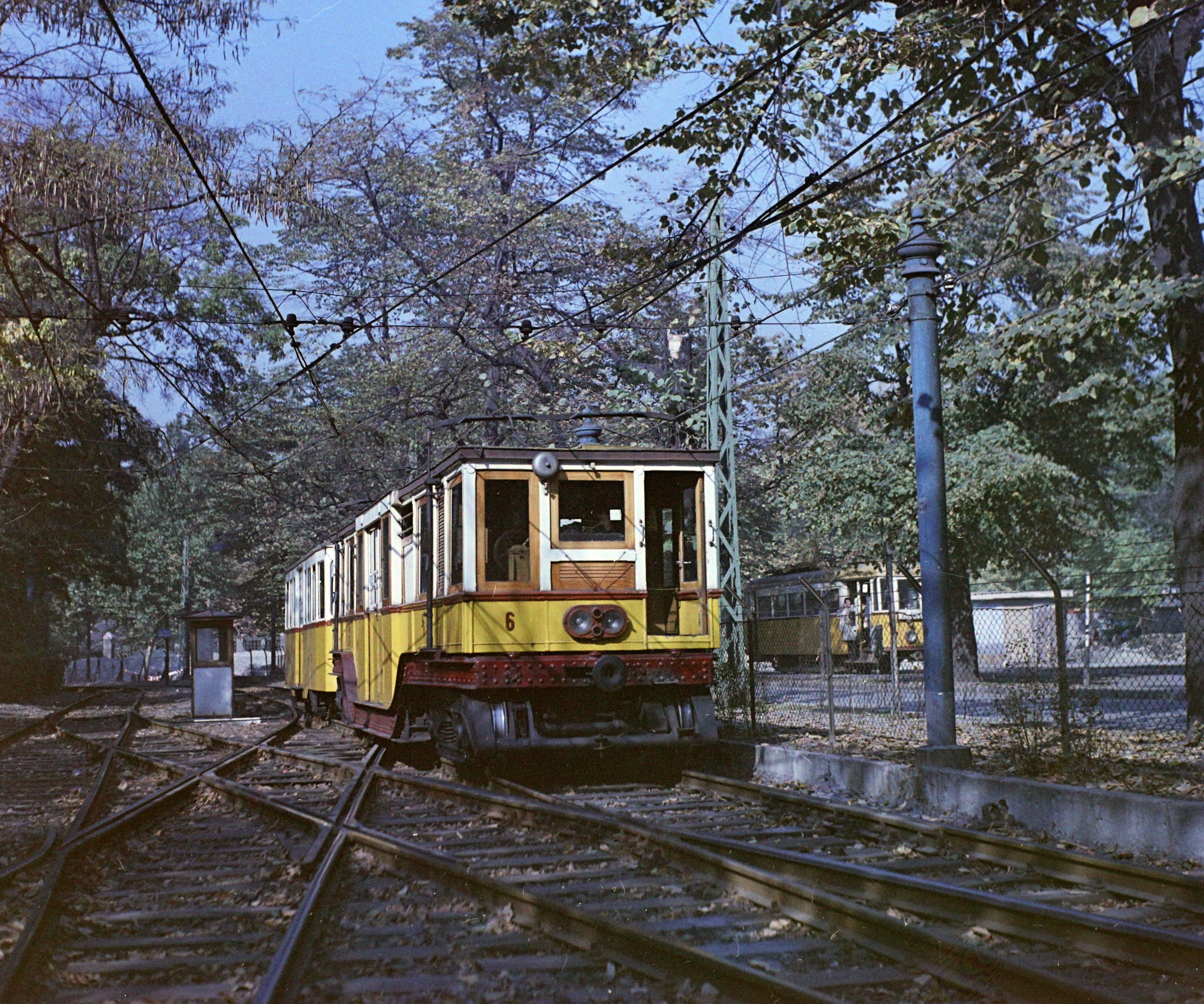
1969年時的1號線列車，2節編組。
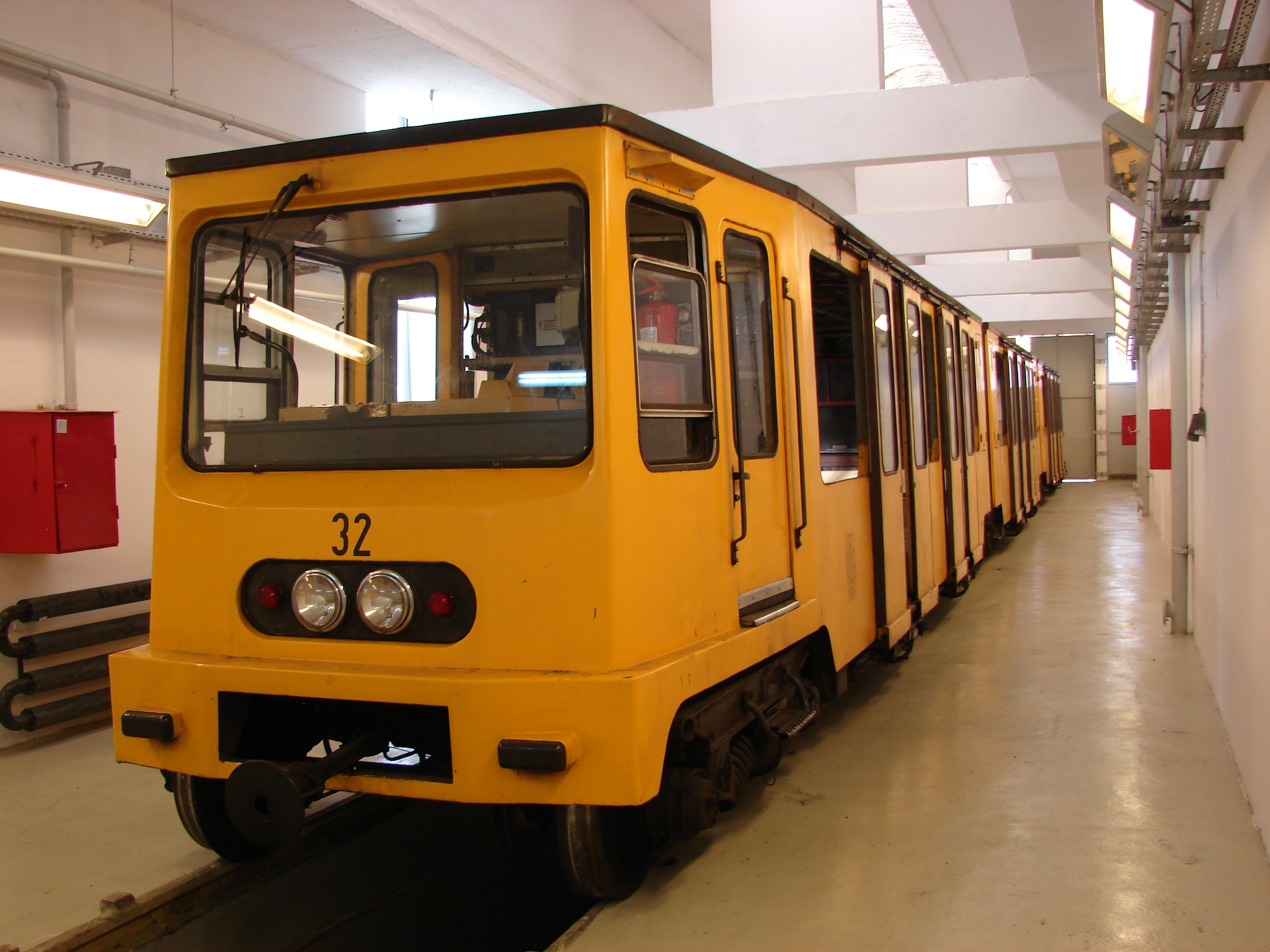
目前的1號線列車，3節編組。

1號線開通之後，BVVV與BKVT採購20輛單節列車運營，列車由德國製造商製造，西門子提供電氣設備，BVVV與BKVT各持有10輛，1節車廂載客量為42人，其中BKVT持有的編號20的車廂為接待皇室專用的特殊車廂。第一代列車原本預計1917年更換機車車輛。然而，由於一戰造成的經濟問題未能更換。直到 1924 年至 1930 年間才進行了現代化改造，更換了轉向架、安裝更強大的發動機、更換車門、提升供電電壓。
為了增加載客量，1960年配置了16輛控制车，並與最早的車輛連接，以2節編組營運。第一代的地鐵車輛持續使用，直到1973年1號線翻新，新列車於1971至1987年間建造，並於1973年開始營運，由冈茨公司製造，稱為岡茨鉸接式列車，新列車為3節編組，共製造23列，每列載客量246人。岡茨列車在1995年翻新，至今仍在使用，大部分列車已經使用近50年。

### 2、3和4號線列車

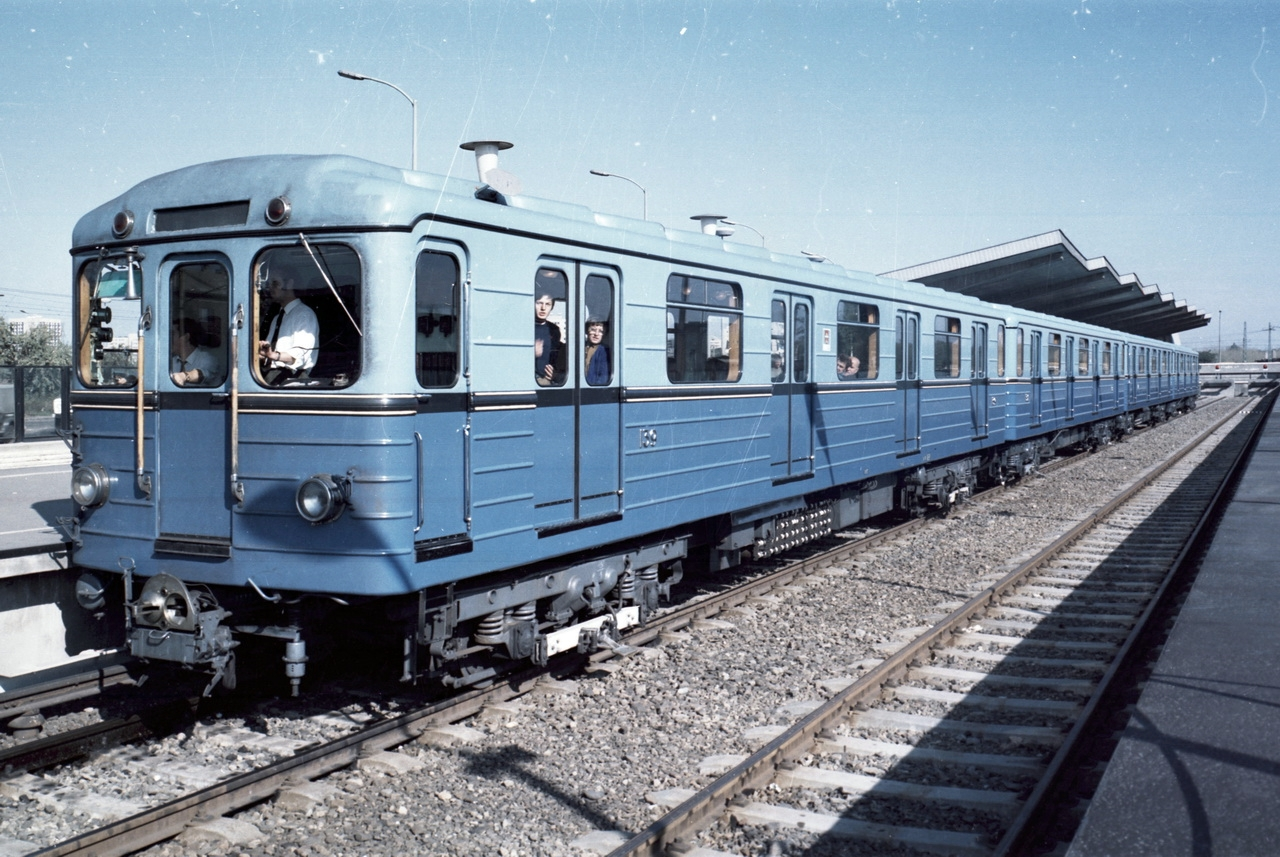
Yev型電車

#### P型
1950 年代，當2號線開始建設時，匈牙利開發了自產的地鐵車輛，由岡茨公司製造，前兩輛車於 1953 年完成，並開始了第一次試駕。1954年，2號線的建設工程取消，整個地鐵工程停止。當2號線的建設工作再次開始時，匈牙利製造的P型車輛已經報廢。

#### Yev型
1963年地鐵建設重新開始，但自製的P型車已經報廢，布達佩斯不得不從國外採購車輛，由於當時匈牙利在苏联控制之下，地鐵列車毫無疑問地使用蘇聯地铁车辆机械制造厂 (OAO)製造的列車，蘇聯製造的列車共分為4批。第一批列車於1969 年至 1972 年間交付的Yev型电动列车，基於蘇聯製Ye型电动列车技術，並改造為標轉軌距列車，Yev型在1969到1972年之間共交付100節車廂，以3至6節編組運行，每節車廂載客量264人，最高時速為90公里/小時。之後匈牙利於1975 年開始訂購更多的列車，並進行了細微的改動。最大的不同是發動機輸出功率由66千瓦增加到 72 千瓦，客車也略有變化。1975年之後的列車被稱為“ Yev3 ”型，總共有 95 節車廂被交付。
2000 年至 2002 年間，布達佩斯將45節Yev車廂進行了現代化改造，型號名稱更改為YevA，同時也開始逐步淘汰該列車，YevA型於2013年4月底除役，由阿爾斯通製造的列車取代，Yev3型則於2018年1月除役，不過有27節Yev3型被改造為81-717.2K/714.2K型，目前仍在使用。

#### 81-717/714型

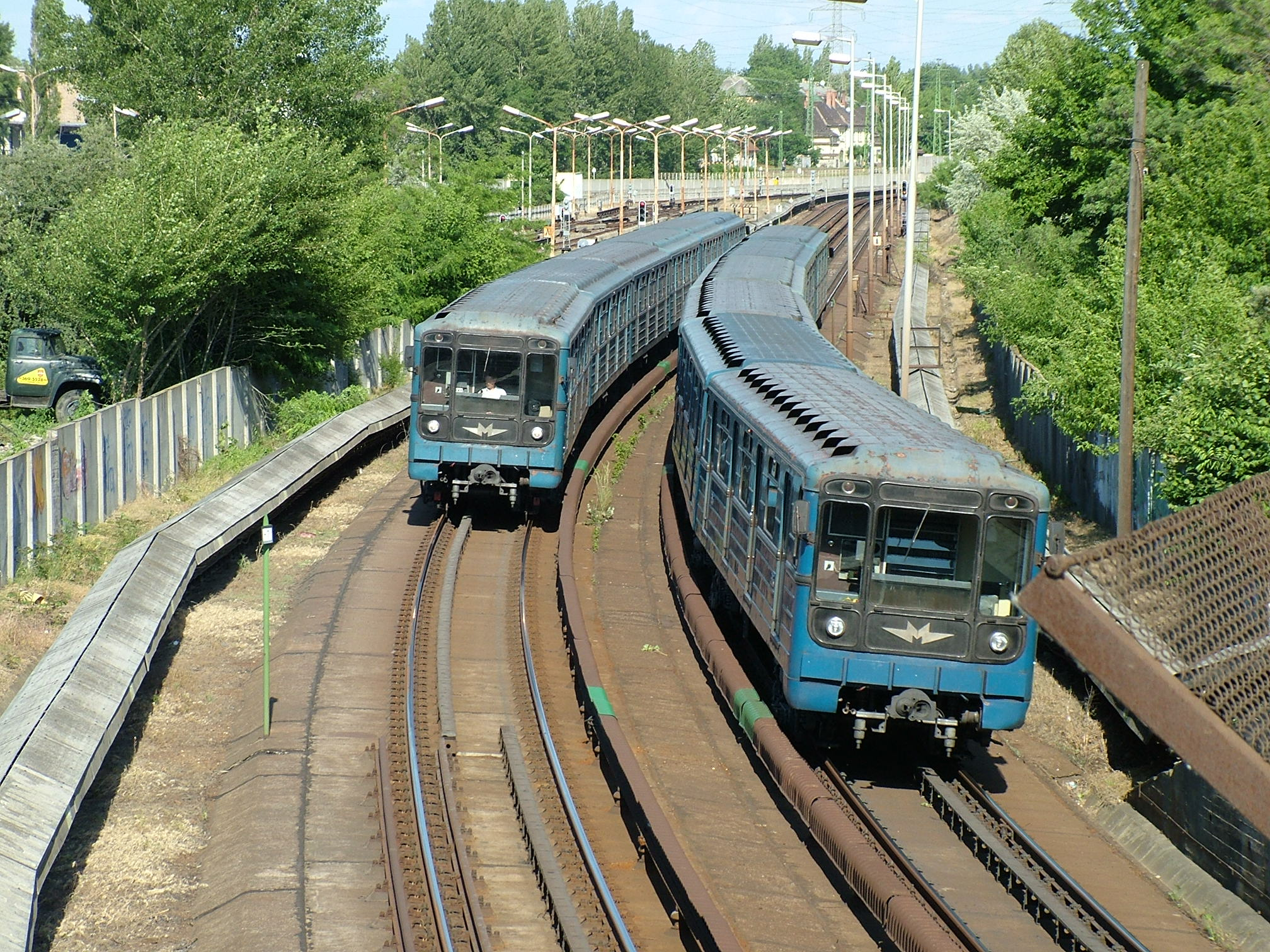
81-717/714型

為了3號線的營運，布達佩斯需要共多地鐵車輛，因此向OAO訂製更新的地鐵車輛，即地鐵81-717/714型電聯車，該列車廣泛使用於東歐各國，布達佩斯使用的型號為81-717.2/714.2型，以6節編組運行，每節車廂載客量308或330人，發動機增加至110千瓦，雖然最高時速仍為90公里/小時，但加速更快，81-717/714於1979年開始交付，更交付186節車廂。2000年布達佩斯稱購10節，新車廂與同款舊車廂不同，最高時速增為100公里/小時，10節新車被給予「81-717.2M/714.2M」的型號。
2013年81-717/714型與Yev型一同退出2號線營運，不過兩者仍在3號線使用，2016年至2018年OAO為布達佩斯翻新27節Yev3型、185節81-717.2/714.2和10節81-717.2M/714.2M，翻新後列車被給予「81-717.2K/714.2K」的型號，並繼續在3號線行駛至今。81-717.2K/714.2K暱稱為「熊貓」。

#### G2型
1980年代匈牙利再次嘗試使用自產的列車，是由岡茨公司製造的G2型車，於1986年開始設計製造，1991年交付一列6節的原型車，並在3號線上試營運、使用，然而之後該項目因為匈牙利政治變動，岡茨各部門被拆分，新的岡茨公司擱置該項目，沒有再繼續改進、製造G2型，唯一一列原型列車於1995年因維護不敷成本而停運。

#### 阿爾斯通大都會

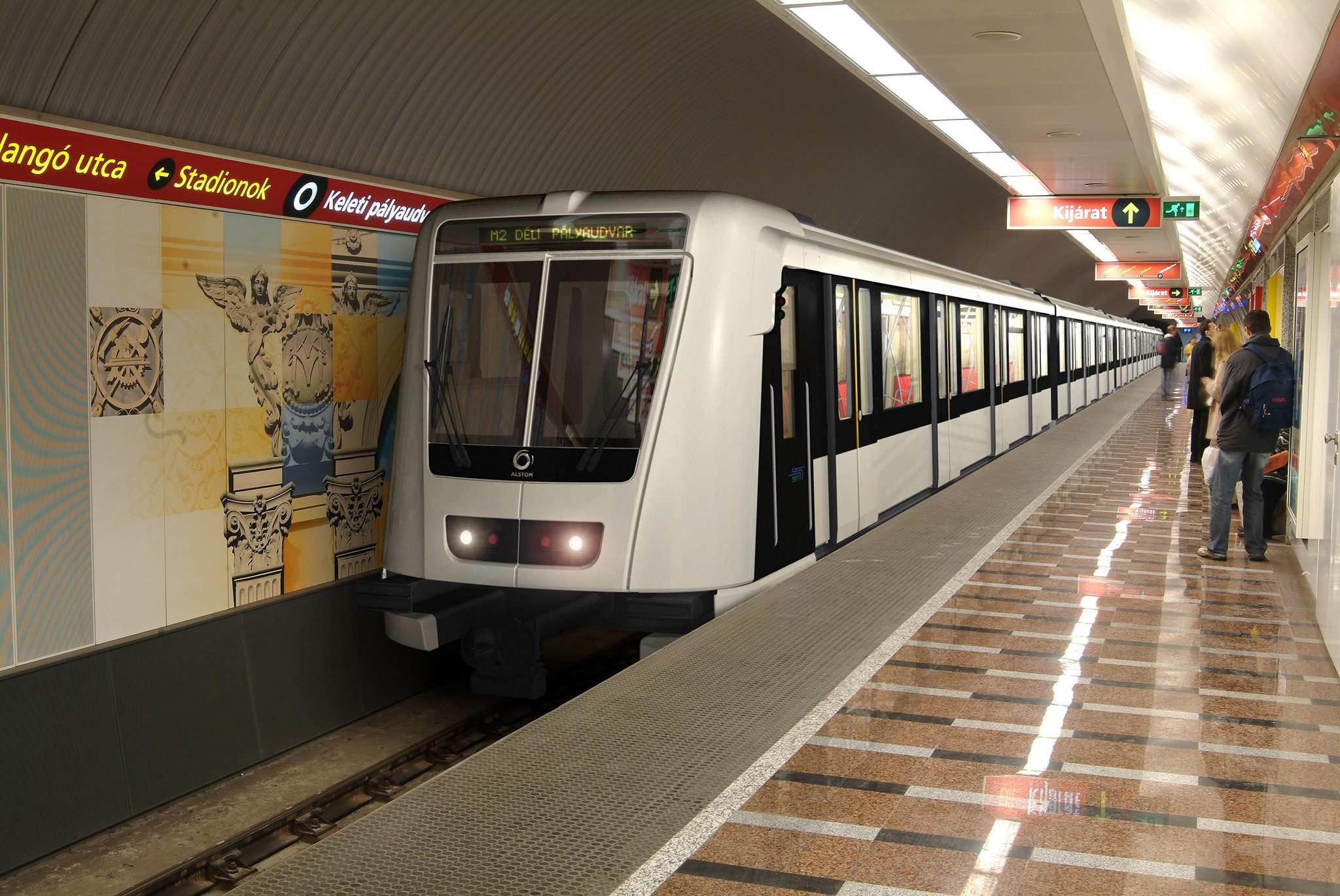
阿爾斯通大都會AM5-M2型

2000 年之後，布達佩斯有幾個地下項目。一方面，2號線已經需要翻新，同時，4號線的第一個建設已經確定。由於 2號線 線上運行的列車無法再維護，新的 4號線 線也需要額外的車輛，因此布達佩斯訂購新車。新車由阿爾斯通獲標，將採用阿爾斯通大都會型列車，型號為AM5-M2和AM4-M4，分別在2號與4號線營運。
其中AM5-M2為5節編組，共交付22列，每節載客量209人，AM5-M2是半自動控制的，這意味著有司機僅需控制車門和下達出發指令，列車在站間行駛時自動控制。第一列列車於 2008 年完成，2009年交付，由於制動問題沒有獲得運營許可證，直到2012年才在2號線上投入運營；並在隔年取代最早的 Yev 型列車。自 2013 年以來，2號線僅由阿爾斯通大都會列車運營。
AM4-M4為4節編組，共交付15列，由於新建的 4號線 開通不斷推遲，AM4-M4直到2014年才開始營運，AM4-M4營運時在沒有司機的情況下自動駕駛運行。
2016年12月5日，地鐵2號線發生事故，一列AM5-M2列車與另一列同款的列車在車站相撞。這是布達佩斯地鐵歷史上的第一起嚴重事故。事故沒有造成人員死亡，但據檢方稱，共有21人受傷，其中5人傷勢嚴重。

## 未来规划

M5规划图

- 将布达佩斯城铁5号、6号和7号线合并，组成号线。但因为该项目的成本一直在增长，导致该项目多次延期。[14]
- 4号线二期建设。[15]
- 升级和延长1号线。[16]
- 将2号线和布达佩斯城铁8、9号线合并。[17]
- 3号线北延